# Gerold Noerenberg
Gerold Noerenberg (* 19. Mai 1957 in Neu-Ulm) ist ein deutscher CSU-Kommunalpolitiker und war vom 14. Januar 2004 bis 1. Mai 2020 Oberbürgermeister der Großen Kreisstadt Neu-Ulm.

## Leben
Geboren und aufgewachsen in Neu-Ulm trat er 1975 in den Ortsverband Neu-Ulm der CSU ein. Dort war er u. a. Beisitzer, Kassenprüfer, Vorsitzender, Stellvertreter sowie Beisitzer im Kreisvorstand der Partei. 1976 legte er das Abitur am Neu-Ulmer Lessing-Gymnasium ab. Danach studierte er Rechtswissenschaften an der Universität Augsburg. Von 1981 bis 1984 war er freier Mitarbeiter in einer Augsburger Rechtsanwaltskanzlei. 1984 beendete er das Studium mit dem Abschluss als Jurist. Im gleichen Jahr eröffnete er in Neu-Ulm eine eigene Kanzlei für Rechtsfragen des Zivil-, Arbeits- und Strafrechts. 1996 wurde er für die CSU in den Stadtrat seiner Heimatstadt gewählt, dem er seitdem angehört. Von 1999 bis 2002 war er CSU-Fraktionsvorsitzender im Stadtrat der Stadt. Vom 1. Mai 2002 bis 13. Januar 2004  war er hauptamtlicher 2. Bürgermeister.

## Oberbürgermeister
Am 11. Januar 2004 gewann er die Oberbürgermeisterwahl mit 51,3 % der Stimmen vor der Kandidatin der SPD und dem Kandidaten der Bündnis 90/Die Grünen. Seit dem 14. Januar 2004 war er Oberbürgermeister der Stadt Neu-Ulm. Eine seiner ersten Amtshandlungen 2005 war die Schließung des überregional bekannten Neu-Ulmer Multikulturhauses. Das Haus war ein Knotenpunkt islamistischer Aktivitäten und Drehscheibe hochrangiger Terroristen in Deutschland.
Er wurde am 2. März 2008 als Oberbürgermeister wiedergewählt. Die Stichwahl zum Oberbürgermeister am 30. März 2014 gewann Noerenberg äußerst knapp mit lediglich 100 Stimmen Mehrheit und mit 50,3 % der abgegebenen Stimmen. Die Wahlbeteiligung war mit 34,3 % extrem gering.

## Opfer einer Körperverletzung
Am 11. September 2009 wurde er in seinem Amtszimmer von dem schon rechtskräftig wegen gefährlicher Körperverletzung, Beleidigung, Hausfriedensbruch und Brandstiftung verurteilten Khaled al-Masri, der im Multikulturhaus bis zu dessen Schließung verkehrt hatte, angegriffen und niedergeschlagen. Einige Tage zuvor hatte Masri einen an den Bürgermeister adressierten Brief im Rathaus abgegeben. Al-Masri wurde zwei Stunden nach seiner Flucht festgenommen und in der Justizvollzugsanstalt Memmingen inhaftiert. Über sein Motiv gibt es bisher noch keine klaren Erkenntnisse. In einem Schreiben aus der Haft äußerte er sich erzürnt darüber, dass die Stadt Neu-Ulm Bordellbetriebe dulde. Ausschlaggebend für diese Bordellordnungsänderungen war nicht die Stadt Neu-Ulm und damit Noerenberg, sondern der Regierungsbezirk Schwaben.
Am 30. März 2010 wurde al-Masri wegen des Überfalls vom Landgericht Memmingen wegen vorsätzlicher Körperverletzung zu zwei Jahren Haft ohne Bewährung verurteilt. Gegen das Urteil hat er wegen des Strafmaßes Revision einlegen lassen.

## Privates
Gerold Noerenberg ist verheiratet mit der Rechtsanwältin Cornelia Bögle-Noerenberg.